# Alfred E. Smith Building
El Alfred E. Smith  Building, conocido oficialmente como Alfred E. Smith State Office Building y a veces llamado simplemente Smith Building, es un rascacielos ubicada en el centro de la ciudad de Albany, la capital de estado de Nueva York. Se encuentra frente al Capitolio de Nueva York y al One Commerce Plaza. El homónimo del edificio, Alfred Emmanuel Smith, fue gobernador de Nueva York durante cuatro mandatos y nominado por el Partido Demócrata para las elecciones presidenciales de 1928. Es de estilo art déco. Con 34 pisos y 118 metros, fue la estructura más alta de Albany desde su inauguración en 1930 hasta 1973, cuando fue superada por la Erastus Corning Tower.

## Historia e inquilinos
Terminado en 1928, alberga las oficinas del gobierno del estado de Nueva York. Construida originalmente con una plataforma de observación en el piso 31, la plataforma al aire libre de 110 m se cerró en 1976 cuando se inauguró la plataforma de observación Corning Tower cerrada de 180 m. En 2002 se inició una amplia renovación del edificio. Esta modernización, que costó al menos 103 millones de dólares, ya está terminada.
Antes de la reconstrucción, el edificio albergaba la Oficina del Contralor del Estado. Con la renovación completa, los nuevos inquilinos incluyen el Departamento de Servicio Civil del Estado de Nueva York, el Departamento de Estado, el Departamento Bancario del Estado de Nueva York, la Autoridad de Licores del Estado de Nueva York y la División del Presupuesto.

## Arquitectura
El Alfred E. Smith tiene grabados los nombres de los 62 condados del estado de Nueva York alrededor de la fachada a nivel de la calle. También posee un vestíbulo art déco con un mural que representa a neoyorquinos famosos. Un túnel conecta el edificio con el Capitolio de Nueva York. El rascacielos está construido con piedra caliza y granito, y tiene vistas de Albany y el paisaje cercano.

## Galería

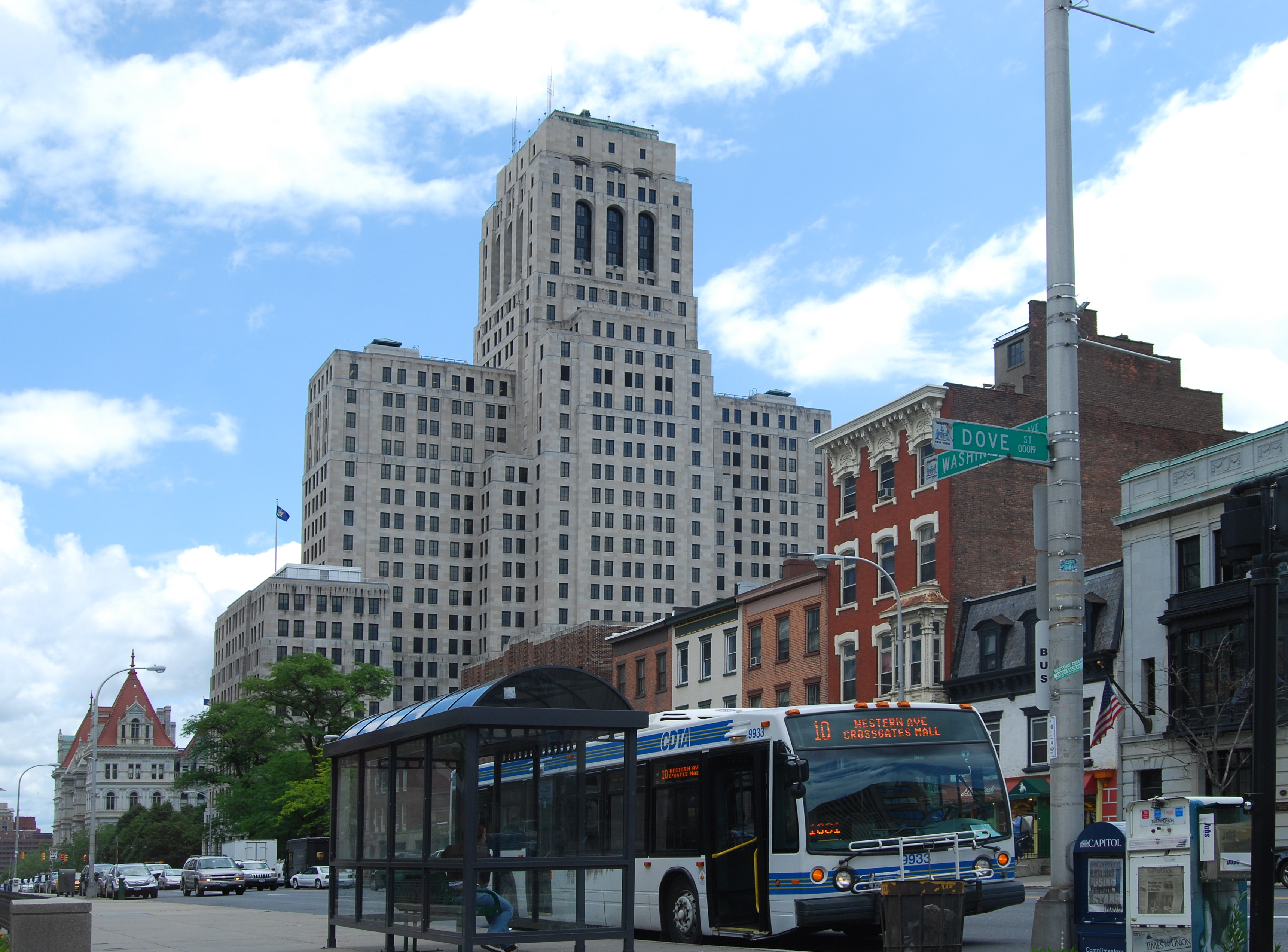
Vista de la fachada desde el noroeste. Al fondo a la izquierda se encuentra el Capitolio de Nueva York.
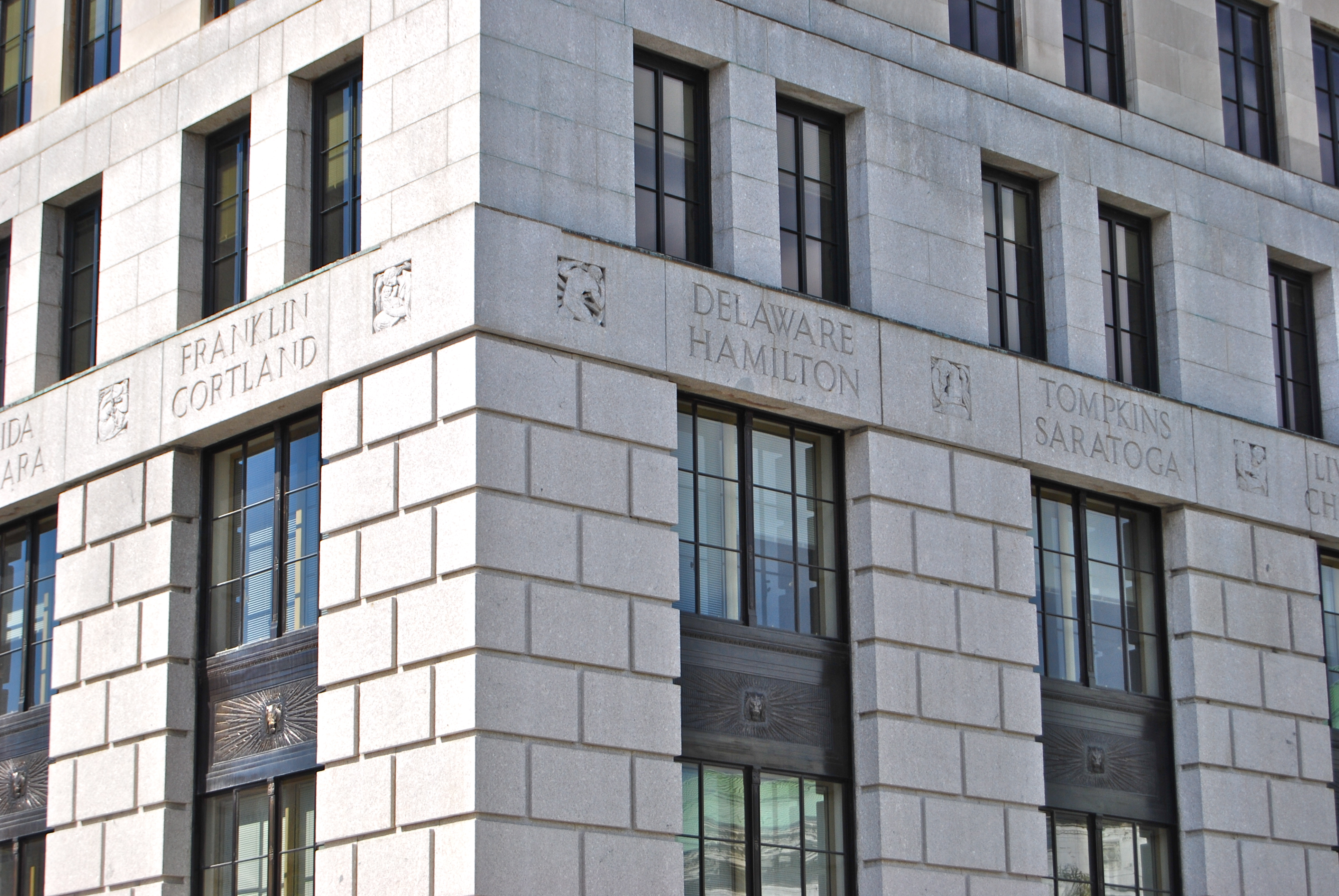
El nombre de cada uno de los 62 condados de Nueva York está inscrito en la fachada del edificio